# Ventesimo secolo (film 1934)
Ventesimo secolo è un film di Howard Hawks del 1934, interpretato da un mostro sacro del teatro come John Barrymore nel ruolo di un impresario di Broadway, geniale ma senza scrupoli, e da una delle più brillanti attrici della commedia Usa, Carole Lombard.

## Trama
Oscar Jaffe, un potente impresario teatrale soprannominato il "Napoleone di Broadway" (come recitava la commedia, da cui prende spunto il film) è ormai sull'orlo del tracollo finanziario. Per sfuggire ai creditori, prende un treno, il "Ventesimo secolo", per scappare da Chicago. Vi incontra per caso la sua ex-moglie, un'attricetta da lui fatta diventare stella di prima grandezza, ormai sul punto di diventare una star di Hollywood. I due riprendono i burrascosi rapporti che hanno caratterizzato i due anni del loro matrimonio, con l'uomo che circuisce l'ex moglie per trovare una via di scampo a una strada che sente, altrimenti, ormai senza via di uscita. Giunge perfino a fingersi morente, in modo da farle firmare un contratto che la legherà nuovamente in maniera indissolubile a lui. Senza tralasciare di risorgere un momento dopo a cantar vittoria, privo di un qualsivoglia senso del pudore, tracotante e prepotente come sempre.

## Produzione
Il film fu prodotto dalla Columbia e fu girato dal 22 febbraio al 24 marzo 1934.

## Distribuzione
La prima cinematografica ebbe luogo l'11 maggio 1934. La Columbia Pictures si occupò della distribuzione.

## Recensioni
- Andrew Sarrys, in "The World of Howard Hawks" (Films and Filming, giugno 1962): "(...) Il film era di qualche anno in anticipo sul proprio tempo e, come ci si può aspettare per un capolavoro di Hawks, non ricevette i consensi di pubblico e di critica che gli spettavano".

### Data di uscita
IMDb
- USA	3 maggio 1934	 (New York City, New York)
- USA	11 maggio 1934
- Danimarca	25 febbraio 1935
- Portogallo	6 maggio 1935
- Finlandia	4 agosto 1935
- Austria	1973
- Germania Ovest	31 maggio 1973	 (prima TV)

Alias
- Twentieth Century	USA (titolo originale)
- Napoleon vom Broadway	Austria / Germania Ovest
- 20th Century	USA (titolo poster)
- Den store scene	Danimarca
- Huszadik század	Ungheria
- La comedia de la vida	Spagna
- Século XX  	Portogallo
- Suprema Conquista 	Brasile
- Traino polyteleias   	Grecia
- XX secolo  	Italia

## Riconoscimenti
Nel 2011 è stato scelto per essere conservato nel National Film Registry della Biblioteca del Congresso degli Stati Uniti.